# Pilbeam MP84
Der Pilbeam MP84 war ein britischer Rennwagen und Le-Mans-Prototyp des Rennwagenherstellers Pilbeam Racing Designs der 1998 entwickelt wurde und 1999 zum ersten Mal bei einem Rennen antrat. Pilbeam Racing produzierte das Fahrzeug bis 2005.
Der MP84 war das Nachfolgemodell des MP83. Das Fahrzeug war als FIA World Sportcar registriert und fuhr als LMP-1 Fahrzeug.

## Spezifikationen
| Motor                  | Nissan V6                                                 |
| Ventiltrieb            | vier obenliegende Nockenwellen, 4 Ventile pro Zylinder    |
| Leistung               | 287 kW (385 hp) oder 261 kW (350 bhp)                     |
| Karosseriematerial     | Kohlenstofffaserverstärkter Kunststoff                    |
| Bremsen                | AP-Racing-Scheibenbremsen innenbelüftet, Vierkolbensättel |
| Vorderräder            | 45,7 x 25,4 cm                                            |
| Hinterräder            | 45,7 x 28,6 cm                                            |
| Lenkung                | Zahnstange - Ritzel                                       |
| Radstand               | 2550 mm                                                   |
| Spur Front             | 1500 mm                                                   |
| Spur Heck              | 1600 mm                                                   |
| Länge                  | 4455 mm                                                   |
| Breite                 | 1900 mm                                                   |
| Getriebe               | Hewland NMT 6-Gang (sequentiell)                          |
| Übersetzungsverhältnis | :1                                                        |

## Chassis-Infos
| Werksbezeichnung | Jahre        | Rennantritte | davon beendet | Bestplatzierung | meist gefahrener Fahrer | meist gefahrene Strecke                                                                                 |
| ---------------- | ------------ | ------------ | ------------- | --------------- | ----------------------- | --- |
| MP84-01          | 1999–2003    | 27           | 17            | 5.              | John Stack (12)         | Spa (4)                                                                                                 |
| MP84-02          | 1999–2005    | 38           | 23            | 4.              | Martin Henderson (18)   | Spa (6)                                                                                                 |
| MP84-03          | 1999–2001    | 14           | 11            | 4.              | Peter Owen (12)         | Magny-Cours, Kyalami, Donington, Nürburgring (jeweils 2)                                                |
| MP84-04          | 2001–2003    | 12           | 4             | 8.              | Joe Blacker (10)        | Daytona (4)                                                                                             |
| MP84-05          | 2001–2004    | 29           | 5             | 7.              | Chris McMurry (24)      | Daytona (5)                                                                                             |
| MP84-06          | 2001 u. 2004 | 11           | 6             | 4.              | Warren Carway (10)      | Le Mans, Donington (jeweils 2)                                                                          |
| MP84-07          | 2002         | 10           | 5             | 11.             | Jeff Bucknum (10)       | Washington, Trois-Rivières, Sebring, Sears Point, Road Atlanta, Road America, Mosport, Mid-Ohio, Laguna |
| MP84-08          | 2004         | 3            | 2             | 26.             | Frank Hahn (3)          | Spa, Silverstone, Nürburgring                                                                           |